# 3468 Urgenta
3468 Urgenta este un asteroid din centura principală, descoperit pe 7 ianuarie 1975 de Paul Wild.